# The Lonely Bull
The Lonely Bull släpptes 1962, och är Herb Alpert & the Tijuana Brass första studioalbum. Herb Alpert spelar alla instrument själv.

## Låtlista
| Sida 1 | Sida 1                                               | Sida 1 |
| Nr     | Låttitel                                             | Längd  |
| ------ | ---------------------------------------------------- | ------ |
| 1.     | "The Lonely Bull (El Solo Toro)" (Sol Lake)          | 2:29   |
| 2.     | "El Lobo" (The Wolf)" (Harry Green, Sol Lake)        | 3:00   |
| 3.     | "Tijuana Sauerkraut" (Herb Alpert, Jerry Moss)       | 2:44   |
| 4.     | "Desafinado" (Antonio Carlos Jobim, Newton Mendonca) | 3:42   |
| 5.     | "Mexico" ((Boudleaux Bryant))                        | 2:36   |
| 6.     | "Never On Sunday" (Manos Hadjidakis, Billy Towne)    | 2:38   |

| Sida 2 | Sida 2                                                       | Sida 2 |
| Nr     | Låttitel                                                     | Längd  |
| ------ | ------------------------------------------------------------ | ------ |
| 1.     | "Struttin' With Maria" (Herb Alpert)                         | 2:10   |
| 2.     | "Let It Be Me" (Gilbert Becaud, Mann Curtis, Pierre Delanoe) | 2:55   |
| 3.     | "Acapulco 1922" (Dave Alpert (as Eldon Allan))               | 2:38   |
| 4.     | "Limbo Rock" (Billy Strange)                                 | 2:05   |
| 5.     | "Crawfish" (Lake Doran, Sol Lake, Ben Weisman, Fred Wise)    | 2:20   |
| 6.     | "A Quiet Tear (Lágrima Quieta)" (Herb Alpert)                | 2:23   |

### Fotnoter
1. ↑  Richard S. Ginell. ”Allmusic Review by Richard S. Ginell” (på engelska). Allmusic. http://www.allmusic.com/album/the-lonely-bull-mw0000197508. Läst 26 november 2015.